# نوبویوکی هیاما
نوبویوکی هیاما (انگلیسی: Nobuyuki Hiyama; ۲۵ اوت ۱۹۶۷ – ) صداپیشه، و بازیگر اهل ژاپن بود. وی از سال ۱۹۸۹ میلادی تاکنون مشغول فعالیت بوده‌است.